# 문고본

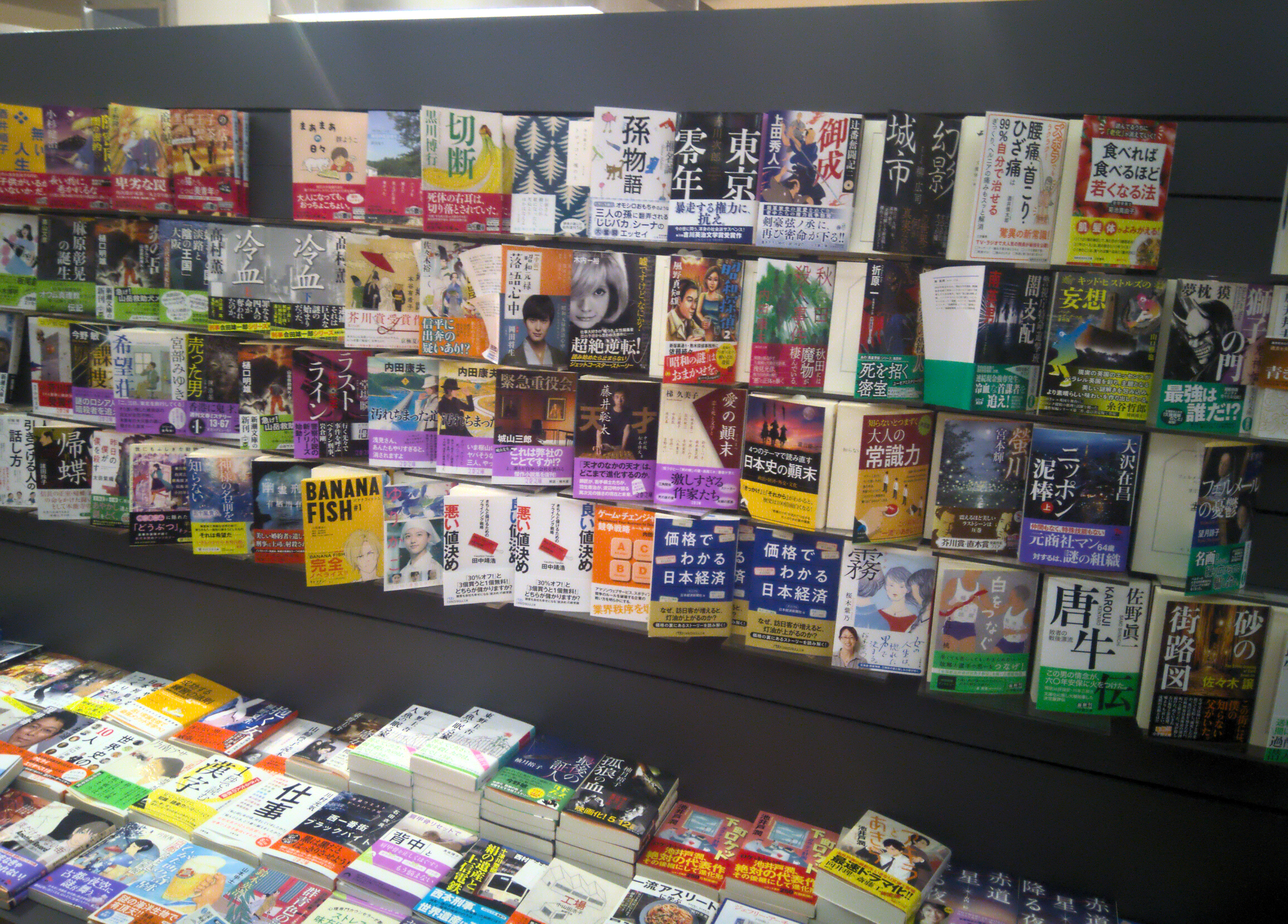

문고본(文庫本)은 독자가 많을 것이라고 예상되는 도서를 값이 싸고, 가지고 다니기에 편리하도록 작게 만든 책이다.
영국이나 미국에서의 페이퍼백과 동급의 보급판 서적으로, 1927년 창간된 일본의 이와나미 문고(岩波文庫)가 고전 보급 목적으로 처음 문고본을 발간하였고, 패전 뒤 일본의 많은 출판사에서 문고본을 간행하였다. 대부분은 A6판(105x148mm)으로 보급을 위해 염가로 판매되며, 같은 크기의 서적 자체를 문고본으로 통칭해 부르기도 한다.
기간서적 보급을 위한 재판이 주를 이루었으나, 문고본 자체를 위한 신작도 활발히 제작된다.

## 역사

### 문고라는 이름
메이지 시기 일본에서는 독자가 한 분야, 한 인물과 관련된 도서를 한꺼번에 구입할 것이라는 기대에 맞추어, 문고라는 이름에 걸맞은 컬렉션의 총서, 전집들이 모아졌다. 이후 이러한 시리즈의 이름으로써 문고가 사용되면서 문고는 일본의 근대 출판계에서 하나의 독특한 용어로써 자리잡게 되었다. 쇼와 이후 염가로 갖고 다니기 편리한 책, 보급을 목적으로 하는 책이라는 출판 형태의 이름으로 문고가 사용되면서 현대 일본에서 문고는 대부분 이러한 소형 서적을 가리키는 것이 일반적이다.

### 최초의 문고본
일본의 문고본은 독일의 레클람 문고, 또는 카셀 문고의 자극을 받아 그들을 본떠 창간되었다. 문고라는 이름이 처음으로 쓰인 총서는 1893년에 박문관(博文館)에서 펴낸 데이고쿠 문고(帝國文庫)였다. 데이고쿠 문고는 한 권이 사륙판 크로스 장정에 분량이 1천 페이지를 넘는 호화본으로써, 훗날 알려진 문고본의 이미지와는 맞지 않는 것이었다.
호화판 데이고쿠 문고에 맞서 명작을 저렴한 가격에 보급하기 위해 1903년 후잔보(富山房)에서 포켓판 슈진 명저문고(袖珍名著文庫)가 출판되었다. 그러나 1927년에 창간된 이와나미 문고가 일본 최초의 문고, 일본 문고본의 효시로써 그리고 문고 출판의 형식을 일본에 정착시켰다는 평가를 받고 있다.
이와나미 문고의 성공으로 일본에서는 가이조 문고(改造文庫), 현대교양문고 등 많은 문고들이 쏟아져 나왔다. 일본 고전의 보급을 목적으로 했던 이와나미 문고처럼 일본의 문고본들은 세계의 고전 명작을 저렴한 가격으로 보급하는 것을 목적으로 삼았다.
이와나미 문고보다는 시대적으로 앞서 민우사(民友社)에서 간행된 국민총서도 같은 판형을 갖고 있었지만 이쪽은 일본 국내 신작과 외국 저작 번역을 수록한 시사적 성격이 더 강했다. 한편 1911년 다쓰카와 문명당(立川文明堂)에서 간행한 다쓰카와 문고는 일본의 설화 등을 포함하고 있는 등 엄청난 인기를 끌었고, 그 아류가 이곳저곳에서 생겨나 훗날의 일본 대중문학에 영향을 주었다.

### 문고본 붐
일본에서 문고본은 다섯 번의 붐을 겪었다. 이와나미 문고 발간으로 시작된 첫 번째 붐에 이어 두 번째 붐은 제2차 세계대전 패전 뒤에 일었다. 슌요도 문고(春陽堂文庫)와 함께, 앞서 이와나미 문고보다 먼저 창간되었으나 이와나미 문고 창설 때 폐간되었던 신쵸 문고(新潮文庫, 제2차 신쵸 문고)도 패전 뒤에 모두 복간되었고 새로 가도카와 문고(角川文庫), 시민 문고, 아테네 문고 등이 창간되어, 앞서 창간된 현대교양문고 등과 함께 두 번째 문고 붐을 일으켰다.
세 번째 문고 붐은 1971년부터 1973년까지, 이 때부터는 대형출판사들도 문고 사업에 뛰어들어 고단샤 문고(講談社文庫), 주코 문고(中公文庫), 분슌 문고(文春文庫, 문예춘추사), 슈에이샤 문고(集英社), 하야카와 문고 등의 문고가 간행되었다. 1980년대부터 일본의 문고는 더욱 다양화를 이루어, 고분샤 문고(光文社文庫), 가와이테 문고(河出文庫), 지쿠마 문고 등과 더불어 PHP 문고, 지적 삶의 방법 문고, 와니 문고 등 실용적 내용이 강한 문고도 나오게 되었다. 고단샤 X문고, 고단샤 L문고 등 대형 출판사의 문고가 다양한 부문으로 세분화된 것도 이때였다. 1984년부터 1987년까지 도쿠마 문고(德間文庫), 고사이도 문고, 요덴샤 문고, 후쿠타케 문고(福武文庫) 등의 문고본이 간행되었다.
1996년부터 1997년까지, 겐토샤 문고(幻冬舍文庫), 하루키 문고, 쇼카쿠칸 문고(小學館文庫) 등이 창간되는 등 다수의 출판사에서 다양한 종류의 문고가 출판되었다. 이것은 다섯 번째 문고 붐으로 평가받고 있다.

### 문고본의 변모
과거의 문고본은 명저 보급에 목적을 두었고, 갈수록 만화나 실용서적(사전 포함) 등의 간행도 늘어 내용이 확산되어 갔다.
페이퍼백처럼 당초 일본의 문고본에는 재킷(커버)를 씌우지 않았지만, 패전 뒤 문고들은 재킷을 씌우는 경우가 늘었다(이와나미 문고는 1983년부터 자사 문고본에 커버를 씌우기 시작). 이와나미 소년 문고와 가도카와 쓰바사 문고, 포어 문고 등의 아동용 문고는 높이 약 18센티미터로 다소 큰 사이즈가 많다(하야카와 문고는 도중에 높이 약 16센티미터로 통상보다 조금 큰 사이즈).
현대 일본에서 출판되는 작품 대부분은 그 이전에 이미 호화 커버로 비교적 대형으로 나왔던 것을 보급을 위해 장정을 바꾸고 2년 반에서 3년의 간격을 두어 간행되는 경우가 전형적이었다. 보통의 제품을 소형으로 싸게 팔 수 있다는 이점 때문에 책으로써의 첫 출판을 문고로 시작하는 경우도 드물지 않고, 오락 소설이나 자기 계발 서적 등이 문고본으로 간행되는 경우가 많다. 특히 소설 작품은 문고를 통해 파는 수법이 크게 늘었다.
문고본은 편의점이나 역매점 등 서점 이외의 경로로 팔릴 것을 상정하고 그에 화제를 맞추어 다룬 책이 적지 않고, 싸구려 포켓본 등으로 쓰이는 경우도 적지 않다. 절판 주기도 빨라져 문고가 본래 지녔던 명저 보급의 의미는 크게 쇠퇴하였다.

## 한국의 문고본
한국에서는 1909년 2월 12일 최남선이 한성(漢城)에서 창설한 신문관(新文館)에서 펴낸 십전총서(十全叢書)를, 한국 최초의 교양 문고본으로 평가한다. 십전총서의 첫 번째 권은 최남선 본인이 직접 번역한 조나단 스위프트의 《걸리버 여행기》였다. 체재는 소형(B6판)에 가격은 10전으로, 각종 학문과 4부의 서적 발행을 목적으로 하였던 이 책의 출판은 한국의 문고본 출판이 대장정을 내딛기 시작한 첫걸음으로 평가된다. 다만 10종 간행을 목적으로 했던 십전총서가 2종밖에 발행하지 못한 것에 비해, 1913년부터 같은 출판사에서 발행되었던 육전소설(六錢小說)은 약 10여 종의 책을 발간한 최초의 본격 문고본이자 한국 대중문학의 효시로 평가받기도 한다. 딱지본 소설도 문고본의 시초로 평가받고 있다.